# WormBase
WormBase est une base de données bio-informatiques consacrée à l’organisme modèle Caenorhabditis elegans ainsi que d’autres nématodes dont le génome est entièrement séquencé.
WormBase est mis à jour régulièrement par la communauté scientifique, le site contient l’ensemble des génomes annotés de Caenorhabditis elegans, Caenorhabditis briggsae, Caenorhabditis remanei, Caenorhabditis brenneri,  Pristionchus pacificus, Haemonchus contortus, Meloidogyne hapla, Meloidogyne incognita, et Brugia malayi; des informations bibliographiques ainsi que de nombreux outils.